# آمبارتسومیان ۱۹۰۵
آمبارتسومیان ۱۹۰۵ (به انگلیسی: 1905 Ambartsumian، نامگذاری:1972JZ) هزار و نهصد و پنجمین سیارک کشف شده‌است که در ۱۴ مه ۱۹۷۲ کشف شد.
قدر مطلق سیارک برابر ۱۳٫۵۰ است.